# Île Ségal
Pour les articles homonymes, voir Segal.
L'île Ségal est une île de l'océan Atlantique, appartenant à la commune française de Plouarzel, dans le département du Finistère, en Bretagne. En breton, elle est nommée Enez Segal qui signifie "île du Seigle".

## Description
Petite île de 1,85 hectare, située à 250 mètres de la côte, l'île Ségal est accessible à marée basse. Elle est bordée de falaises de 2 à 4 mètres de haut. Une petite arche naturelle de 1 mètre de haut y a été creusée par l'érosion maritime.

## Histoire
Une carrière de granite, parmi la trentaine recensées autour et dans l'Aber-Ildut, a été exploitée du XVIIe au XIXe siècle. C'est un granite grossier dit de type Ségal.

## Protection
Elle a été classée parmi les « sites pittoresques » au sens de la loi du 2 mai 1930 par un décret du 10 décembre 1975.